# Emer Martin

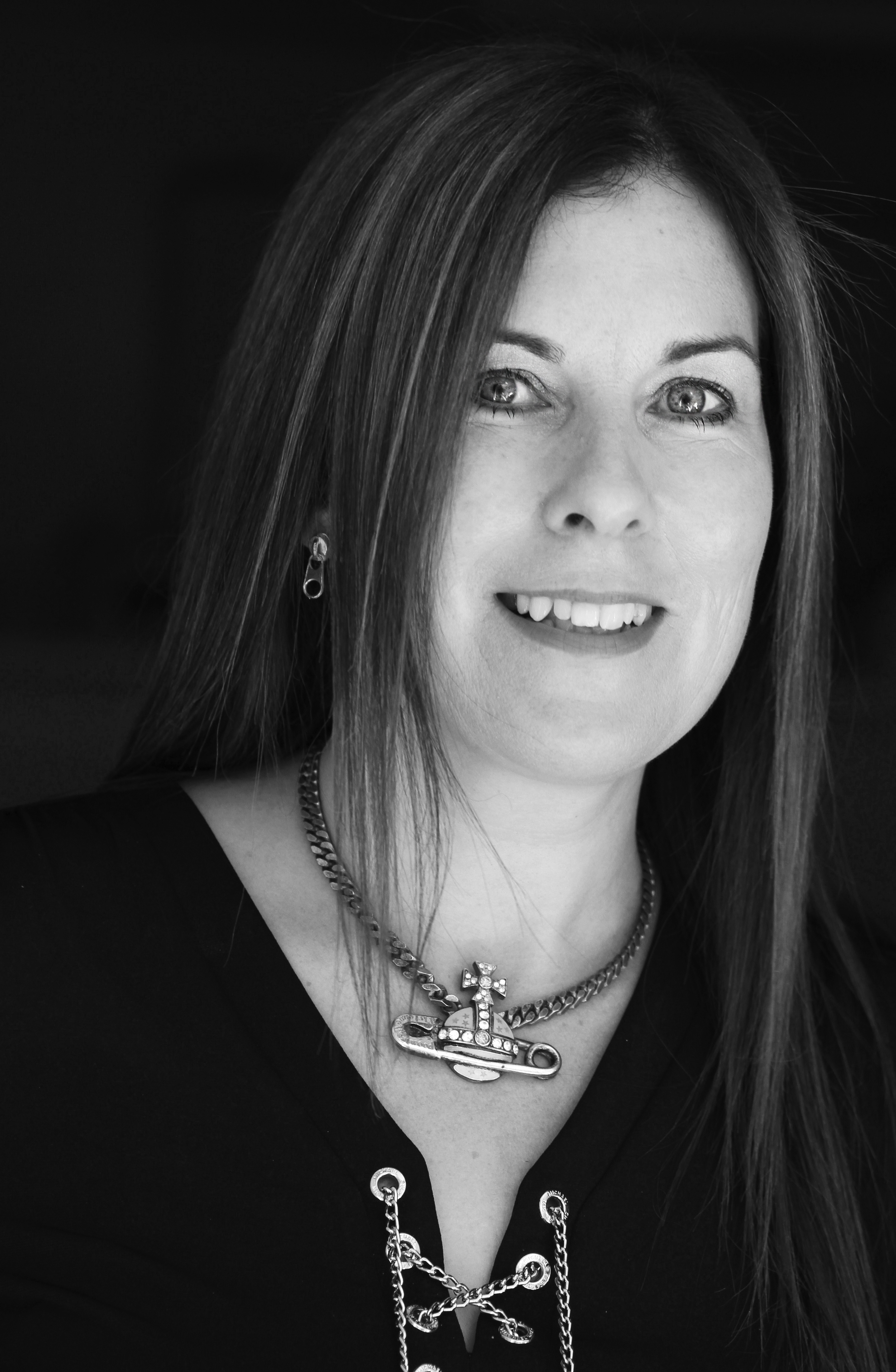
Emer Martin, September 2014

Emer Martin (geboren am 29. Februar 1968 in Dublin) ist eine irische Schriftstellerin, Malerin und Filmemacherin.

## Leben
Nach ihren Angaben lebte Martin in Paris und London, im Mittleren Osten und in verschiedenen Orten in den USA. Sie studierte Malerei in New York; eine Einzelausstellung ihrer Malerei fand in der Origin Gallery in Dublin statt. Als Filmemacherin hat sie mehrere Kurzfilme realisiert; außerdem produzierte sie 2007 Irvine Welshs Regiedebüt Nuts.
Als Schriftstellerin ist Martin seit 1995 aktiv; ihr erster Roman Breakfast in Babylon wurde 1996 mit dem Kerry Ingredients Book of the Year Award ausgezeichnet. Zwei weitere Romane erschienen 1999 und 2007. Im Jahr 2000 war sie Empfängerin einer Guggenheim Fellowship.
Martin lebt im kalifornischen Silicon Valley und im irischen County Meath (Stand Herbst 2019).

## Auszeichnungen
- 1996: Kerry Ingredients Book of the Year Award für Breakfast in Babylon
- 2000: Guggenheim-Stipendium

## Werke
- Breakfast In Babylon, Roman, Dublin 1995
- Teeth Shall Be Provided, Novelle, 1998
- More Bread Or I’ll Appear, Roman, New York 1999
- Baby Zero, Roman, Dingle 2007
- The Cruelty Men, Roman, The Lilliput Press, Dublin 2018, ISBN 9781843517399